# لیل استرالیایی
لیل استرالیایی (نام علمی: Falco longipennis) نام یک گونه از سرده شاهین است.